# Beatriz de Saboya
Beatriz de Saboya (c. 1198-c. 1266 o 1267) era la hija de Tomás, conde de Saboya, y de Margarita de Ginebra. Por matrimonio fue condesa de Provenza.

## Matrimonio e hijos
Beatriz se casó el 5 de junio de 1219 con el conde Ramón Berenguer V de Provenza. Beatriz era una mujer políticamente astuta, y con una belleza que fue comparada como una segunda Níobe por Mateo de París. Después de dos hijos gemelos, Ramón y Beatriz tuvieron cuatro hijas, que todas se casaron con reyes:
- Margarita (1221-1295), esposa de Luis IX de Francia.
- Leonor (1223-1291), esposa de Enrique III de Inglaterra.
- Sancha (1225-1261), esposa de Ricardo de Cornualles, conde de Cornualles y rey de romanos.
- Beatriz (1229-1267), esposa de Carlos I de Sicilia.